# Чёрные корабли
Чёрные корабли (яп. 黒船 Курофунэ) — название, данное европейским и американским судам, которые прибывали в Японию в XVIII и XIX веках.

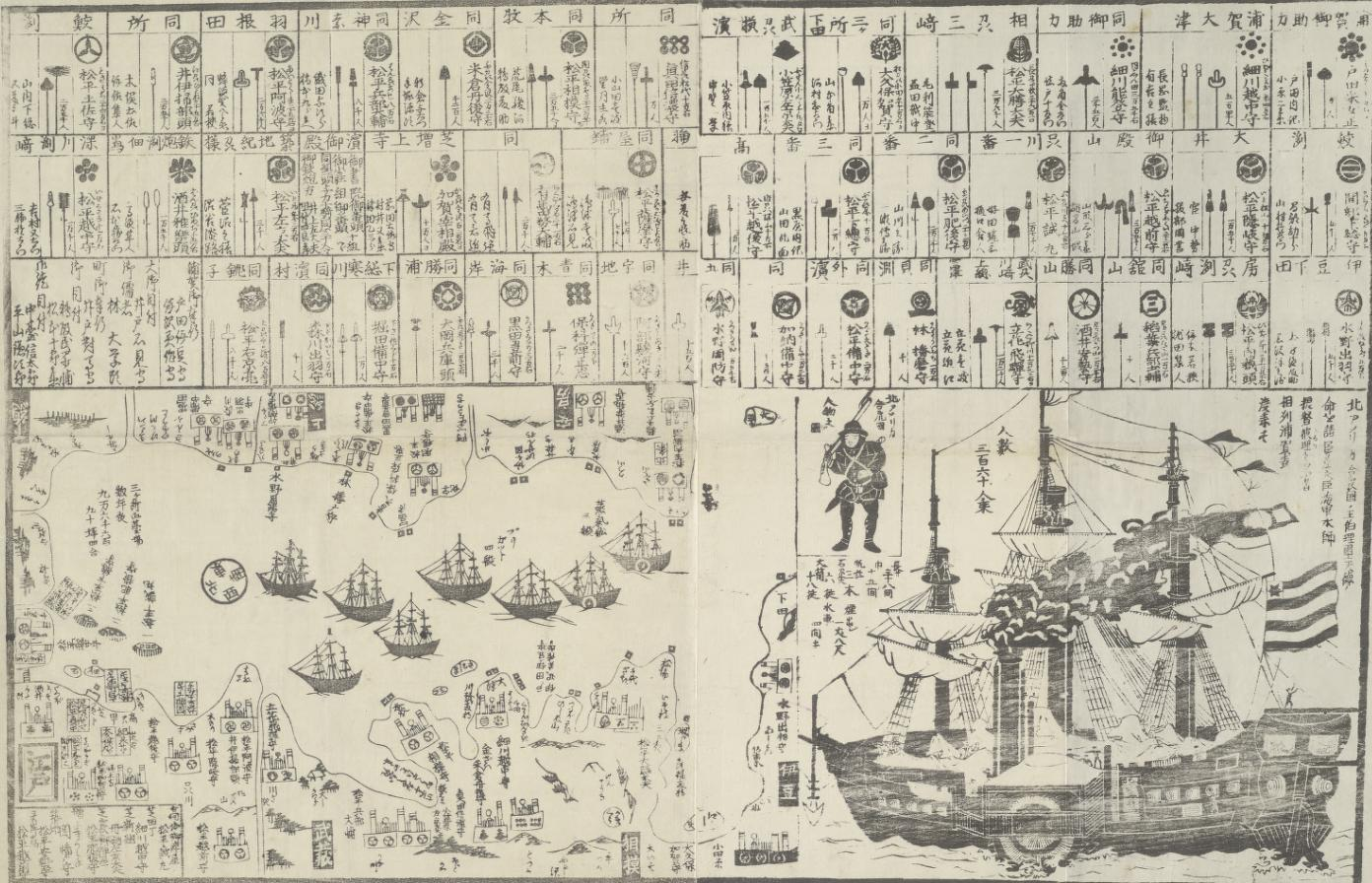
Чёрные корабли коммодора Перри, 1854

В узком смысле, это название употребляется по отношению к следующим кораблям ВМС США:
- USS Mississippi (1841);
- USS Plymouth (1844);
- USS Saratoga (1842);
- USS Susquehanna (1847).

которые прибыли 14 июля 1853 года к берегам пролива Урага (часть современной Йокосуки) в префектуре Канагава, Япония под командованием коммодора ВМС США Мэтью Перри. Слово «чёрный» здесь относится к чёрному цвету корпусов парусных судов старой постройки и к чёрному цвету угольного дыма из труб пароходов, использующих уголь в качестве топлива.
Возглавляемое коммодором Перри соединение военных кораблей стало весомым фактором в переговорах и последующем подписании договора о торговле между Японией и США, таким образом эффективно завершив более чем двухсотлетний период времени, в течение которого Япония вела торговлю только с Китаем и Голландией.
В следующем году, во время заключения Канагавского договора, Перри вернулся с семью военными кораблями и под угрозой обстрела Эдо принудил сёгуна подписать Договор о мире и дружбе, которым устанавливались дипломатические отношения между Японией и Соединенными Штатами. На протяжении пяти последующих лет, Япония подписала аналогичные соглашения с Россией, Францией и Британией. Договор Харриса был подписан в США 29 июля 1858 года.
В этом знаменитом кёка (юмористическое стихотворение, похожее на пятистрочное вака) описаны неожиданность и смятение, вызванные этими кораблями:
| 泰平の       | Тайхэй но        |
| 眠りを覚ます | нэмури о самасу  |
| 上喜撰       | Дзё: кисэн       |
| たった四杯で | татта сихай дэ   |
| 夜も眠れず   | Ёру мо нэмурэдзу |

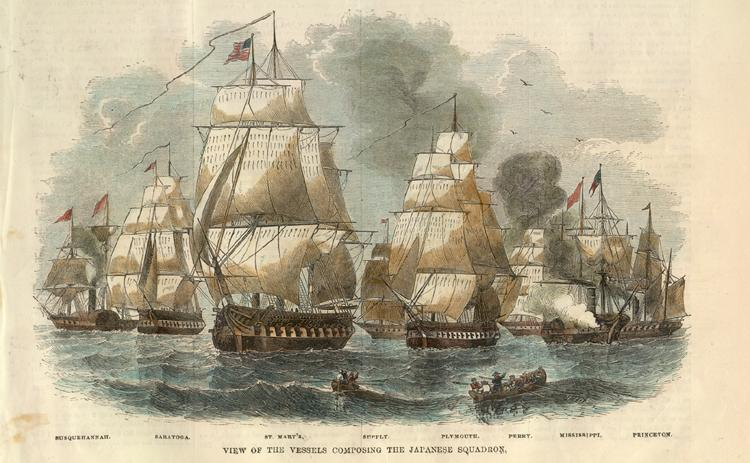
Флот коммодора Пэрри во время второго визита в Японию 1854.

Стихотворение представляет собой набор каламбуров (яп. какэкотоба или «ключевые, основные слова»). Тайхэй (泰平) — «спокойный»; дзё:кисэн (上喜撰) — сорт дорогого зеленого чая, содержащего большую долю кофеина; сихай (四杯) — «четыре чашки».
Дословный перевод стихотворения:

Пробуждён ото сна
мирного тихого мира
чаем дзёкисэн;
всего четыре его чашки
не уснуть даже ночью.

Однако это вариант перевода, основанный на основном значении слов. Ключевые слова можно записать и другими иероглифами, чтобы они сохранили звучание, но изменили значение. Например, тайхэй можно записать как 太平, что значит «Тихий океан»; слово «паровое судно» 蒸気船 произносится как дзё: кисэн; сихай имеет значение «четыре корабля». Таким образом, стихотворение имеет скрытый смысл:

Тихого океана
нарушили безмятежный сон
Пароходы;
всего четыре корабля достаточно
чтобы мы не спали ночью.